# Gymnosporangium amelanchieris
Gymnosporangium amelanchieris är en svampart som beskrevs av E. Fisch. ex F. Kern 1909. Gymnosporangium amelanchieris ingår i släktet Gymnosporangium och familjen Pucciniaceae.   Inga underarter finns listade i Catalogue of Life.